# Paraliochthonius mirus
Paraliochthonius mirus är en spindeldjursart som beskrevs av Volker Mahnert 2002. Paraliochthonius mirus ingår i släktet Paraliochthonius och familjen käkklokrypare. Inga underarter finns listade i Catalogue of Life.